# 轩岗站
轩岗站，位于中华人民共和国山西省忻州市原平市轩岗镇，是同蒲铁路上的火车站，建于1936年，由中国铁路太原局集团管辖。

## 歷史
- 建于1936年。

## 車站周邊
- 轩岗煤电医院
- 中国邮政储蓄银行轩岗镇支行
- 中国移动轩岗指定专营店
- 中国建设银行轩岗支行

## 图集

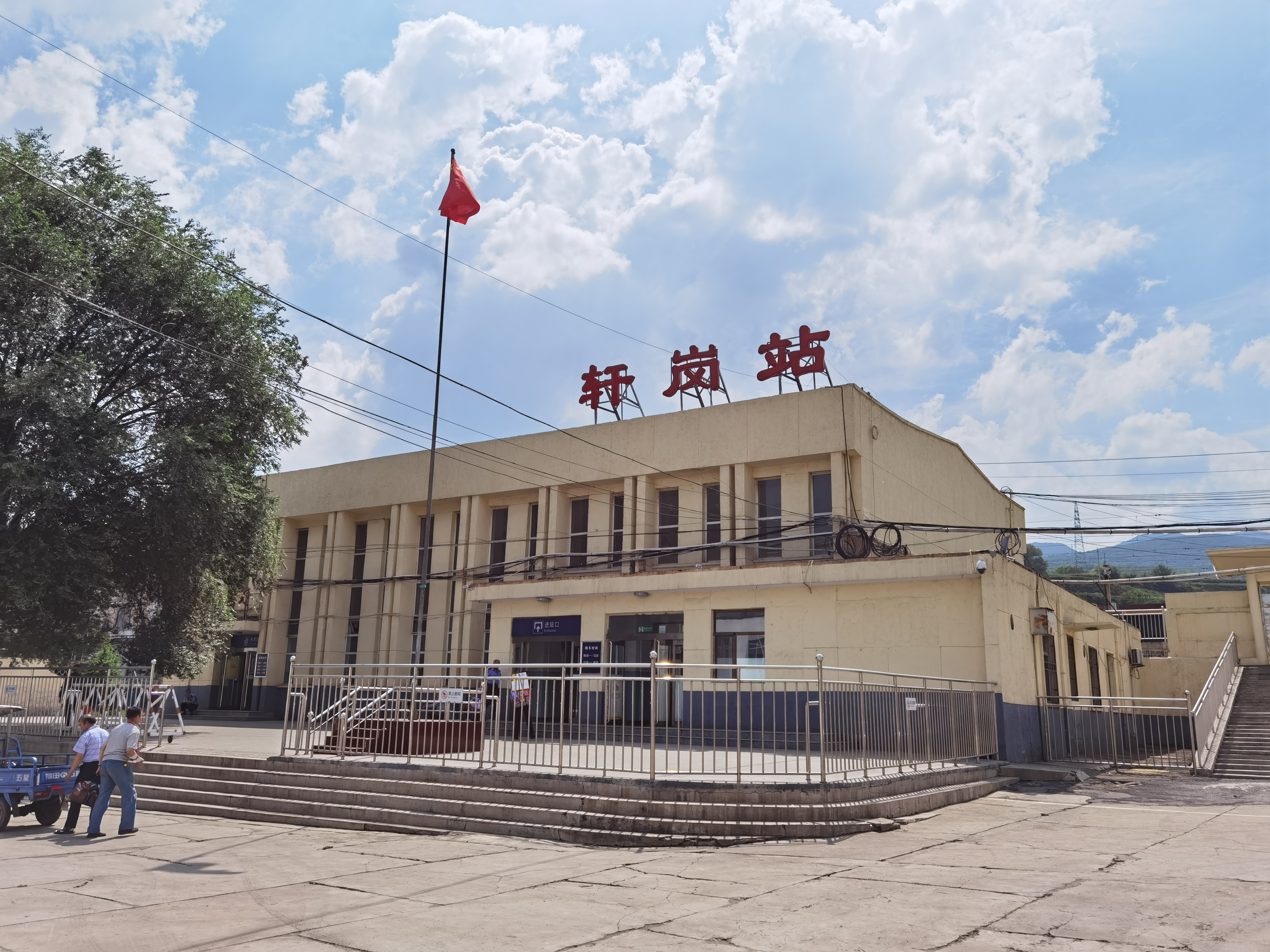
2020年，轩岗站站房（站前广场侧）
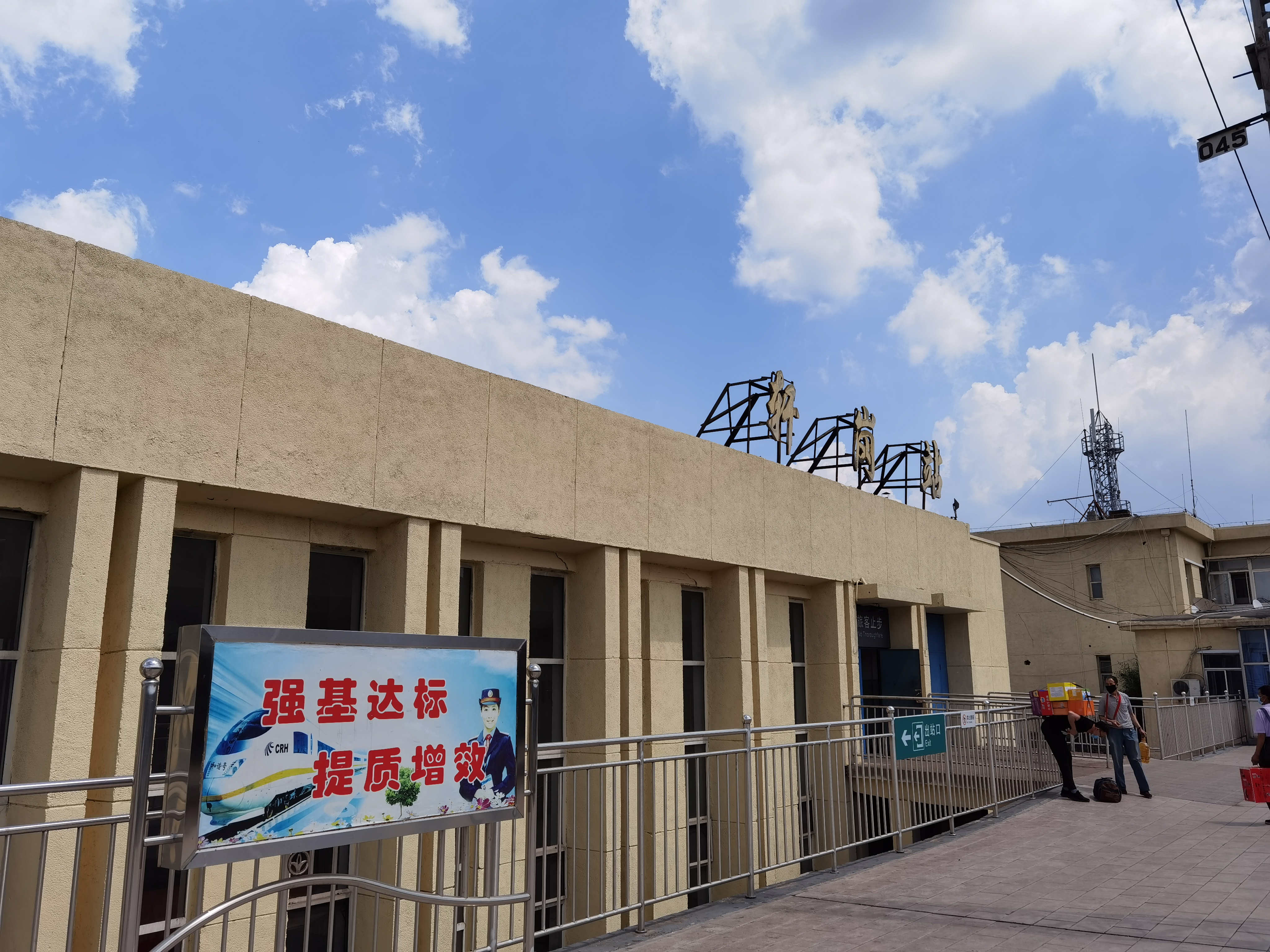
2020年，轩岗站站房（站场侧）
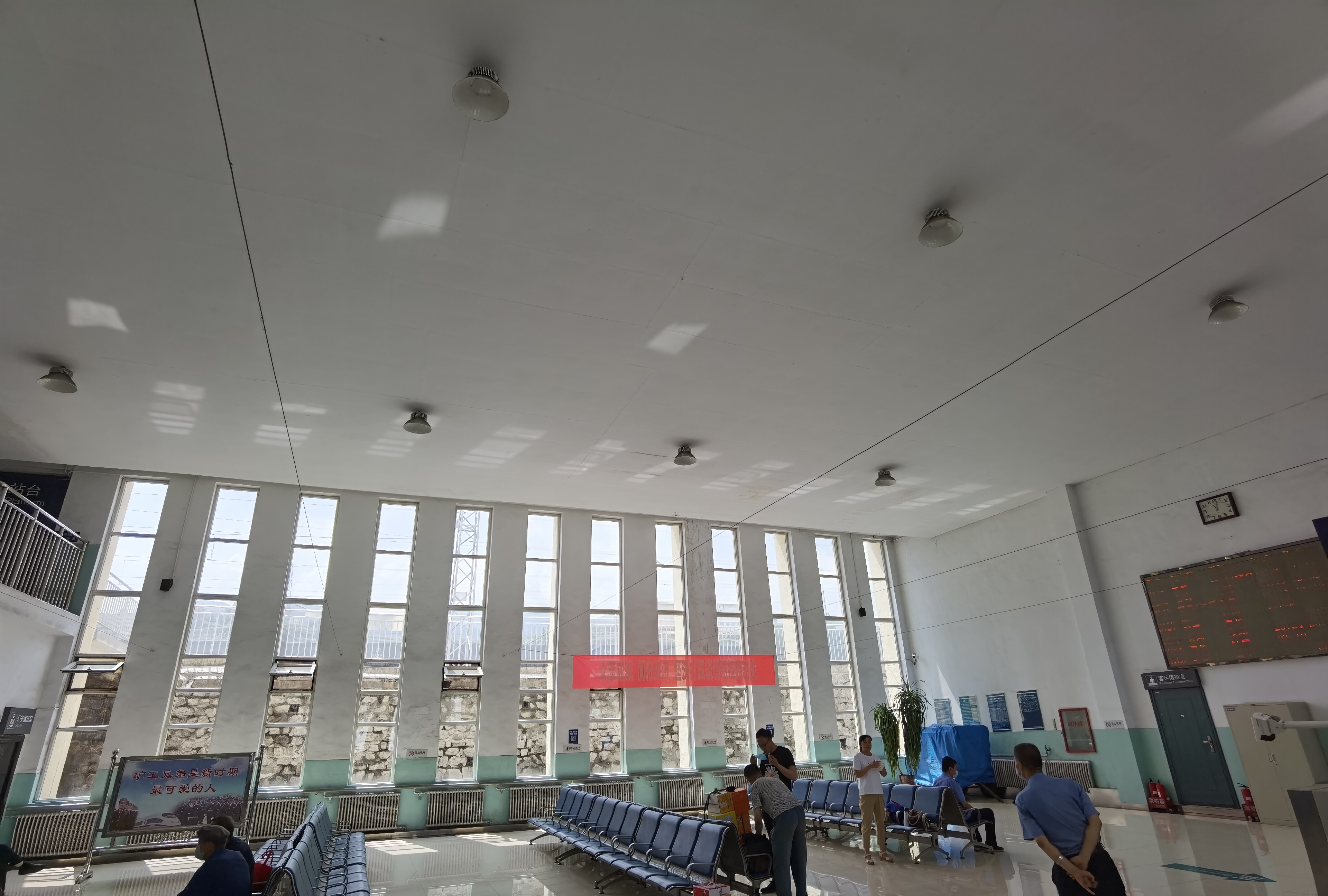
2020年，轩岗站候车室
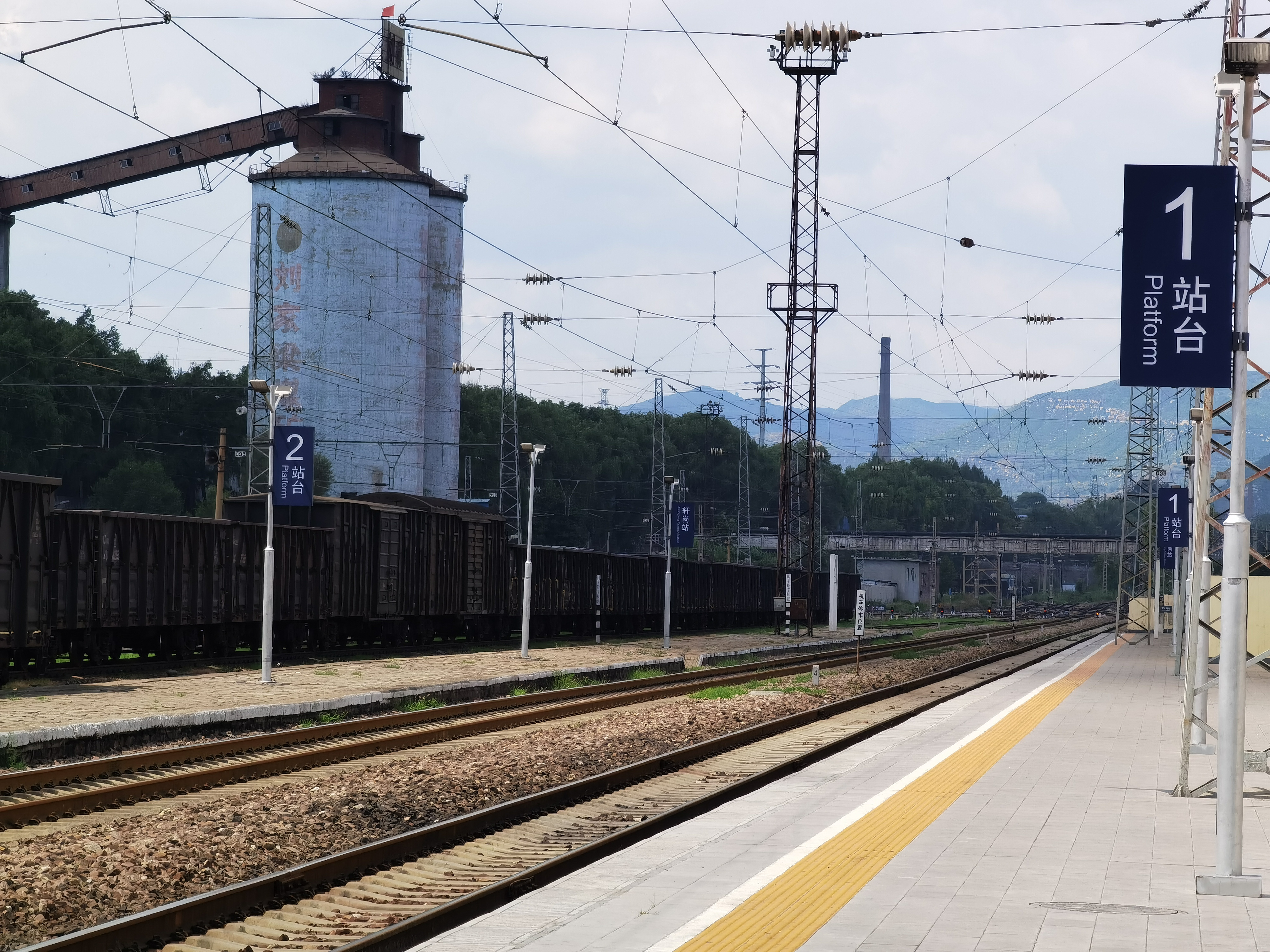
2020年，轩岗站站台北望
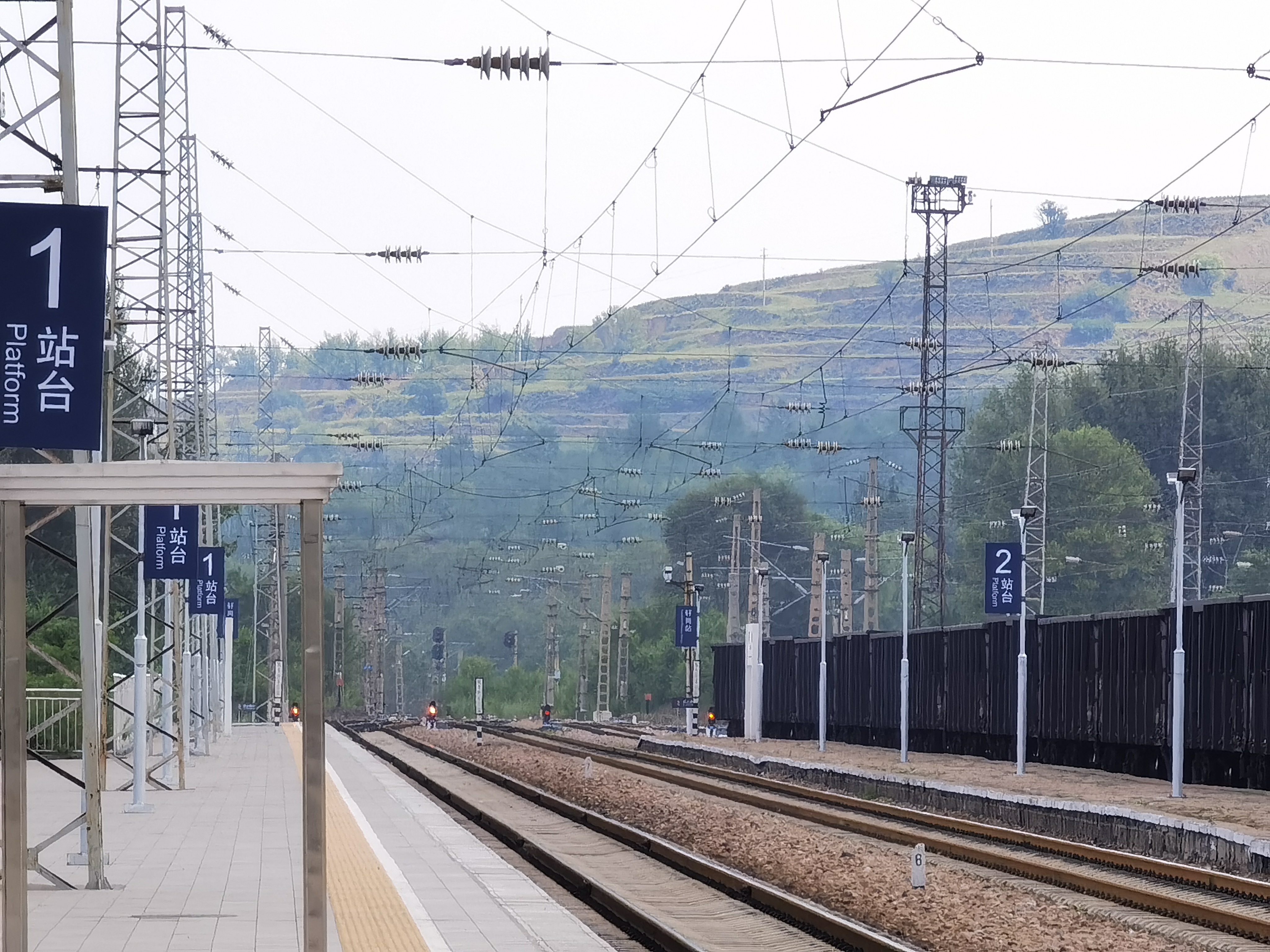
2020年，轩岗站站台南望

## 外部連結
- 中国铁路客户服务中心 （页面存档备份，存于）